# Sherraine Schalm
Sherraine Schalm (nume de fată Sherraine Mackay; n. 21 iunie 1975, Brooks, Alberta, Canada) este o fostă scrimeră canadiană specializată pe spadă, vicecampioană mondială în 2009. A câștigat Cupa Mondială de Scrimă din 2005-2006.
În anul 2005 și-a publicat autobiografia, intitulată Running with swords.

## Legături externe
- en Sherraine Schalm la Olympedia.org